# Nasze lato
Nasze lato – singel polskiego rapera Kizo i rapera Wac Toja z albumu studyjnego Jeszcze pięć minut. Singel został wydany 29 kwietnia 2021 roku. Tekst utworu został napisany przez Patryka Wozińskiego i Wacława Osieckiego.
Nagranie otrzymało w Polsce status potrójnej platynowej płyty w 2021 roku.
Singel zdobył ponad 36 milionów wyświetleń w serwisie YouTube (2023) oraz ponad 31 milionów odsłuchań w serwisie Spotify (2023).

## Nagrywanie
Utwór został wyprodukowany przez BeMelo. Za mix/mastering utworu odpowiada EnZU. Tekst do utworu został napisany przez Patryka Wozińskiego i Wacława Osieckiego.

## Twórcy
- Kizo, Wac Toja – słowa[1]
- Patryk Woziński, Wacław Osiecki – tekst[1][2]
- BeMelo – produkcja[1]
- EnZU – mix/mastering[1][2]

## Certyfikaty
| Kraj          | Certyfikat         |
| ------------- | ------------------ |
| Polska (ZPAV) | 3x platynowa płyta |